# Arquebisbat de Barcelona

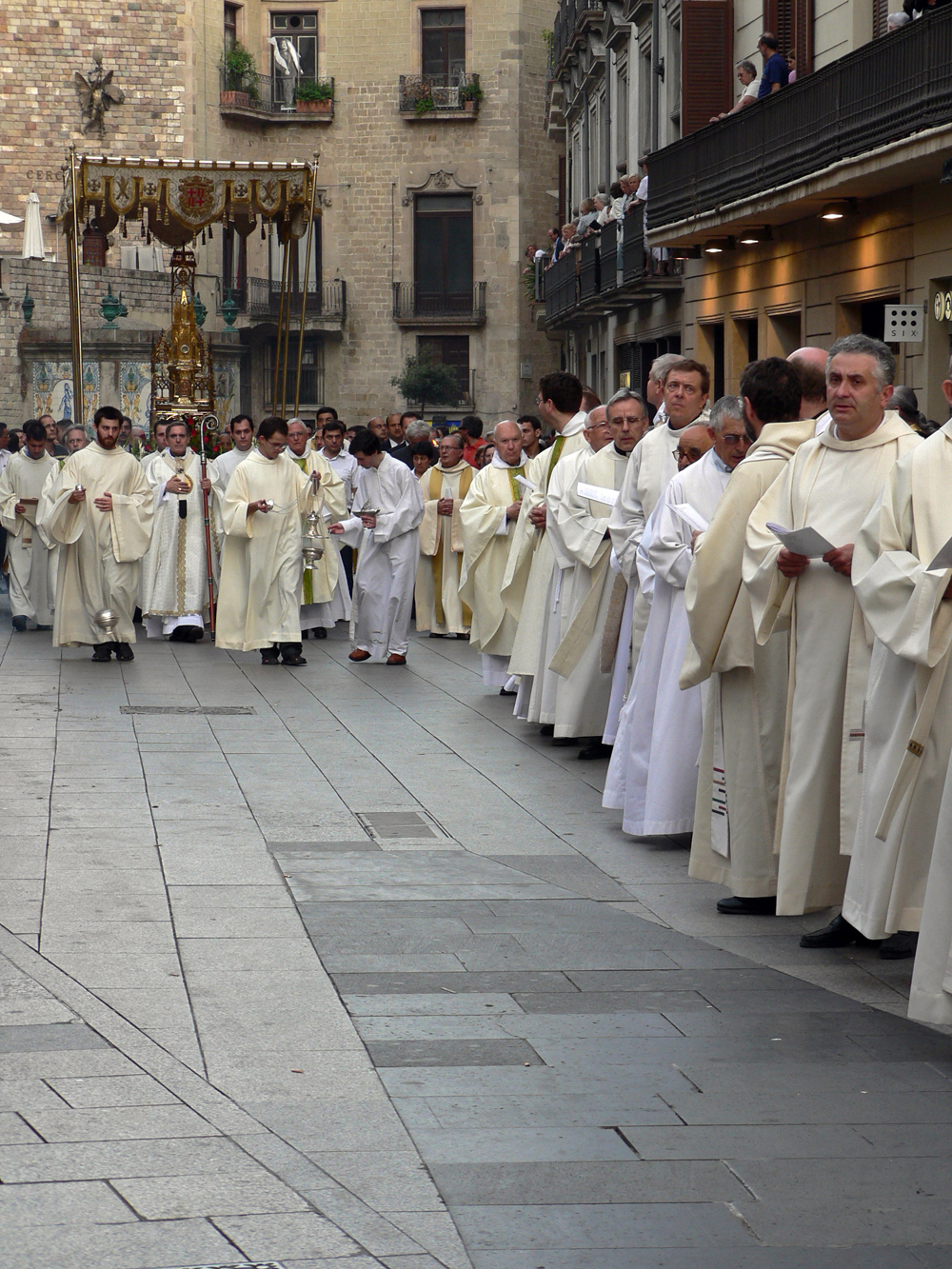
Processó del Corpus Christi a Barcelona.

Escut de l'Arquebisbat de Barcelona

L'arquebisbat de Barcelona és una demarcació de l'Església catòlica a Catalunya. Creat originàriament com a bisbat, la tradició el data de mitjans del segle i tot i que el primer bisbe documentat, Pretextat de Barcelona, és de l'any 347. El 1964 fou elevat a la categoria d'arquebisbat sense sufragànies però es mantingué directament subjecta a la Santa Seu fins al 15 de juny de 2004, quan formà un arquebisbat pròpiament dit, amb els bisbats de Sant Feliu de Llobregat i de Terrassa, creats en aquell moment a partir de la segregació de part del seu territori. Des de llavors es parla d'arxidiòcesi metropolitana de Barcelona i de província eclesiàstica de Barcelona. La Catedral de Barcelona és la seva seu i església principal, i la Mare de Déu de la Mercè la seva patrona.

## Estructura territorial
L'arquebisbat de Barcelona té una superfície de 340,53 km² amb 2.659.726 habitants (any 2009). Es divideix en 4 zones pastorals i 26 arxiprestats.
Zona pastoral 1:
- Arxiprestat de la Catedral
- Arxiprestat de Rambles-Poble Sec
- Arxiprestat de Sant Josep Oriol
- Arxiprestat de Puríssima Concepció
- Arxiprestat de Sagrada Família
- Arxiprestat de Sant Martí
- Arxiprestat de Poble Nou
- Arxiprestat de Provençals
- Arxiprestat de Sant Andreu
- Arxiprestat de Trinitat-Roquetes

Zona pastoral 2:
- Arxiprestat d'Horta
- Arxiprestat de Guinardó
- Arxiprestat de Vall d'Hebron
- Arxiprestat de Vilapicina
- Arxiprestat de Gràcia
- Arxiprestat de Sant Gervasi
- Arxiprestat de Sarrià
- Arxiprestat de Sans-La Marina
- Arxiprestat de la Torrassa-Collblanc
- Arxiprestat de l'Hospitalet de Llobregat
- Arxiprestat de Cornellà de Llobregat

Zona pastoral 3:
- Arxiprestat de Badalona sud
- Arxiprestat de Badalona nord
- Arxiprestat de Gramenet

Zona pastoral 4:
- Arxiprestat de la Cisa
- Arxiprestat de Mataró

## Història[2]

### Orígens
El cristianisme arrelà aviat en aquest territori coincidint amb el procés de romanització. Hi ha indicis de vida cristiana des del segle iii amb la presència evangelitzadora de sant Cugat, martiritzat durant la persecució de Dioclecià l'any 304. Les tradicions locals donen notícies d'altres màrtirs del mateix moment com santa Eulàlia de Barcelona, sant Medir, les santes Juliana i Semproniana de Mataró i el bisbe sant Sever de Barcelona, però aquestes notícies són històricament dubtoses.
Els primers bisbes documentats són Pretextat de Barcelona, que assistí al concili de Sardica l'any 343, sant Pacià i Lampi, que ordenà de prevere sant Paulí de Nola. Pertany a aquesta època la basílica dedicada a la Veracreu, amb baptisteri exempt, localitzada arqueològicament en el subsòl de la catedral actual.
A partir del segle v s'obre una època confusa a causa de les invasions dels visigots, els quals portaren l'heretgia de l'arrianisme. Fins a l'any 589 sembla que coexistiren dos bisbes dins la ciutat de Barcelona: el catòlic i l'arrià. L'any 450 es creà el bisbat d'Ègara desmembrat del de Barcelona i els anys 540 i 599 se celebraren dos concilis generals de tot Hispània a la ciutat de Barcelona.

### Edat mitjana
La invasió musulmana de principis del segle viii provocà la fugida del bisbe Laülf de Barcelona i del bisbe d'Ègara, la interrupció de la successió episcopal a Barcelona i la desaparició del bisbat d'Ègara. Els habitants d'aquestes ciutats, però, tot i mancats de bisbes estaven organitzats de tal manera i amb prou llibertat per oferir les seves ciutats als francs quan Carlemany i els seus descendents emprengueren les campanyes de conquesta del sud dels Pirineus.
Els carolingis mai no veieren amb bons ulls l'antic estament episcopal visigot i imposaren nous bisbes francs fidels a l'imperi. El primer d'ells, Joan, no apareix documentat fins al 850, quasi 150 anys després del bisbe Laülf. Així mateix imposaren la submissió canònica del bisbat de Barcelona a l'arquebisbat de Narbona, ja que l'arquebisbat de Tarragona seguia en mans musulmanes. Aquesta subjecció fou mal vista a partir del segle x i d'això nasqueren diversos intents de restaurar la seu de Tarragona que toparen amb l'oposició de Roma, la seu de Narbona i els reis carolingis. L'any 985 Barcelona fou assaltada per les tropes d'Almansor i en aquell assalt fou destruïda la vella catedral paleocristiana.
A partir del segle xi l'església barcelonina s'organitza a l'ombra dels poders civils emergents. Els bisbes es caracteritzen per la seva total submissió als vescomtes de Barcelona, els quals consideren el bisbat com una possessió pròpia i per això actuen nomenant bisbes i fent-lo objecte de venda o herència. Els bisbes, interessats en l'adquisició de nous territoris dins el procés de reconquesta, destaquen més com a batalladors que com a guies espirituals. D'aquest segle és la construcció de la nova catedral romànica sota el patronatge dels comtes de Barcelona Ramon Berenguer I i Almodis de la Marca.
Al segle XII es portà a terme l'organització del bisbat en parròquies i sota l'impuls de bisbe sant Oleguer de Barcelona s'inicià l'aplicació de la reforma gregoriana. Aquest prelat participà en molts concilis europeus, fou conseller dels comtes de Barcelona Ramon Berenguer III, al qual aconsellà en la seva política ultrapirinenca, i Ramon Berenguer IV, al qual aconsellà en la seva unió amb Aragó. Amb ell també s'esdevingué l'anhelada restauració de la seu de Tarragona, esdevenint-ne el primer arquebisbe efectiu després de la conquesta musulmana. Al llarg dels segles XI i xii adquiriren gran importància el monestir de Sant Cugat i el monestir de Santes Creus, amb àmplies possessions de territori i patronatge de parròquies.
Durant el segle xiii s'inicià la presència i influència dels ordes mendicants. A aquest fet s'ha d'afegir la fundació de l'orde mercedari fundat per sant Pere Nolasc amb l'ajut del bisbe Berenguer II de Palou i del rei Jaume I. La col·laboració d'aquest bisbe en la conquesta de Mallorca donà al bisbat de Barcelona amplis territoris a l'illa, que foren administrats pel bisbat fins al segle xix. L'any 1233 el rei Jaume I cedí a les pressions del papa i implantà la inquisició pontifícia a Barcelona, amb l'ajut de sant Ramon de Penyafort, per combatre els càtars.
Durant el pontificat de Ponç de Gualba (1303-1334) es dugué a terme l'organització administrativa de la diòcesi amb l'inici de la redacció dels registres documentals de les activitats de la cúria episcopal, que es conserven a l'Arxiu Diocesà de Barcelona. Al llarg del segle xv es feu notar la influència dels papes de la família Borja i s'inicià el costum de residir poc a la seu episcopal. Però el fet més remarcable d'aquest període fou la construcció del tercer temple catedralici, el gòtic, malgrat que quedà inconclós pels efectes de la crisi general del país conseqüència de la guerra civil catalana.

### Edat moderna
La política absentista de molts dels bisbes barcelonins del segle xv provocà l'augment del poder i prestigi del capítol catedralici que portaren, de fet, el govern de la diòcesi. No fou fins a l'elecció del bisbe Jaume Caçador (1546-1561) que desparagué el problena de l'absentisme dels bisbes, ja que aquest prelat inicià la reforma diocesana d'acord amb l'esperit del Concili de Trento. Hi col·laboraren amb un important paper els ordes reformats (caputxins, carmelites descalços) i especialment els jesuïtes. L'any 1598 el bisbe Joan Dimas Lloris inaugurà el seminari tridentí.
Durant el segle xvii els bisbes de Barcelona estigueren associats a càrrecs de política civil, sovint per influència dels monarques. Dos bisbes van desenvolupar el càrrec de lloctinent de Catalunya, Joan Sentís i Sunyer (1622-1627) i Garcia Gil de Manrique y Maldonado (1640). Aquest darrer va ser el primer d'una sèrie de bisbes castellans que la monarquia imposà en el context de l'enfrontament entre les autoritats catalanes i el rei.
El desenllaç de la guerra de successió espanyola suposà l'exili del bisbe Benet de Sala i de Caramany, primer bisbe de Barcelona creat cardenal, i l'expulsió de 350 eclesiàstics per la seva actitud contrària a Felip V. S'obrí llavors un important període de regalisme que comportà el nomenament sistemàtic de bisbes forans (fins a 1850 només 3 bisbes foren de parla catalana), la suspensió dels sínodes diocesans i el retrocés de la llibertat pastoral de la diòcesi.
El darrer d'aquests bisbes de parla catalana, Josep Climent i Avinent (1766-1775), fou el responsable del trasllat del seminari tridentí al Col·legi de Betlem, antic centre dels jesuïtes abandonat per l'expulsió d'aquest orde d'Espanya l'any 1767. Igualment fou el creador de la Biblioteca Episcopal (1772), d'escoles primàries gratuïtes i d'acceptar el català com a llengua pastoral.

### Edat contemporània
L'Ocupació Napoleònica va comportar una campanya de persecució contra l'església. Des de 1808 fins a 1814 la diòcesi estigué sense bisbe, se suprimiren els ordes religiosos, molts convents foren tancats i nombrosos sacerdots i religiosos foren assassinats. La persecució suposà, a més, la destrucció i pèrdua d'una part molt important del patrimoni cultural eclesiàstic diocesà amb la crema d'esglésies, obres d'art i arxius parroquials.
El suport de l'església a la causa del carlisme durant el període posterior comprometé la seva acció pastoral, malgrat que durant el trienni liberal (1820-1823) s'alimentà una tendència de caràcter liberal entre el clergat barceloní. La reacció absolutista de 1823 perseguí durament aquest clergat liberal.
Les desamortitzacions espanyoles provocaren l'exclaustració de nombrosos monestirs i convents, seguida de la crema de molts d'ells. Conseqüència d'això fou la nova divisió parroquial de la ciutat de Barcelona promoguda pel bisbe Pedro Martínez de San Martín (1833-1849) en la que antigues esglésies monacals i conventuals foren reconvertides en parròquies. El conflicte entre carlins i liberals perdurà durant la segona guerra carlina amb l'oposició del bisbe Josep Domènec Costa i Borràs (1848-1957) als liberals.

### Segle XX
Entre el 1878 i el 1908, la tendència integrista dels bisbes barcelonins experimentà un cert retrocés, especialment en els pontificats dels bisbes José María de Urquinaona Bidot (1878-1883), Jaume Català i Albosa (1883-1899), Josep Morgades i Gili (1899-1901) i Salvador Casañas i Pagès (1901-1908), alhora que es reinicià el procés de recatalanització de l'església. Malgrat això no s'evità un nou brot anticlerical el juliol de 1909 en el succés conegut com la Setmana Tràgica.
Malgrat aquest episodi, un nombrós sector de l'església catalana continuà treballant a favor de la renovació cultural i pastoral. Es va promoure el Primer Congrés Litúrgic de Montserrat (1915), l'expansió de l'obra del Foment de Pietat Catalana i l'inici de les versions bíbliques modernes al català. Hi hagué l'oposició a la imposició del castellà en la predicació i en la catequesi que intentà dur a terme la dictadura de Primo de Rivera (1923-1930), fet que causà conflictes i persecució d'alguns dels membres del clergat.
L'obertura pastoral i de pensament es veié frenada durant el pontificat del bisbe Manuel Irurita Almandoz (1930-1936). L'esclat de la Guerra Civil espanyola (1936-1939) interrompé la vida diocesana: la majoria de les esglésies foren saquejades i cremades, especialment els dos primers mesos de la guerra, i el mateix bisbe, 277 sacerdots, 537 religiosos i 46 religioses de la diòcesi foren assassinats, a més de nombrosos laics relacionats amb la vida diocesana i parroquial. Reduïda a la clandestinitat, l'església barcelonina fou dirigida pel religiós Josep Maria Torrent, nomenat vicari general de la diòcesi pel bisbe Irurita en esclatar el conflicte.

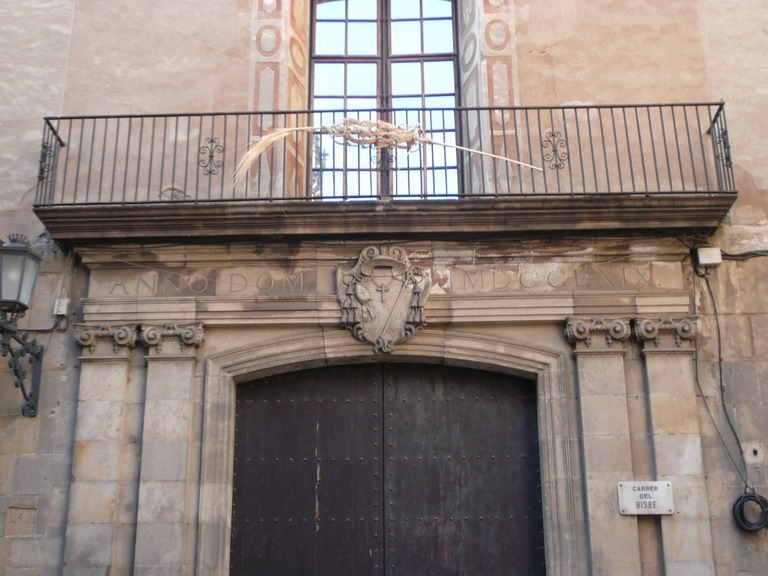
Palau Episcopal de Barcelona

La fi de la guerra comportà un procés de reconversió política i cultural no només de la diòcesi sinó de tota l'església catalana. L'organització clandestina que havia funcionat va ser substituïda per una nova jerarquia imposada pel govern franquista, que l'any 1941 obtingué el dret de presentació de bisbes. En primer lloc actuà com a administrador apostòlic Miguel de los Santos Díaz Gomára (1939-1942), bisbe de Cartagena, i el primer bisbe titular de la nova etapa fou Gregorio Modrego Casaus (1942-1967) que així mateix fou el primer arquebisbe. El Dr. Modrego fou el promotor d'una nova organització parroquial l'any 1948 basada en la recuperació i restauració de les antigues esglésies així com en l'erecció de més de 100 noves parròquies, necessàries per acollir la creixent població immigrada de la ciutat. També fou l'artífex del XXXV Congrés Eucarístic Internacional celebrat a Barcelona l'any 1952.
Durant la dècada del 1960 la diòcesi experimentà la recuperació de certs valors autòctons, acollits principalment pel monestir de Montserrat, i la recepció de nous que cristal·litzaren en la Delegació Diocesana d'Escoltisme i els moviments especialitzats d'Acció Catòlica. Fou una època de gran impuls religiós, intel·lectual i cultural que topà amb les autoritats eclesiàstiques i franquistes. Aquests problemes esclataren en el moment de la substitució de l'arquebisbe Modrego, en què esclatà la campanya Volem bisbes catalans!. El nou arquebisbe fou Marcelo González Martín (1967-1971), que malgrat l'oposició catalanista donà una nova embranzida a l'estructura arxidiocesana amb la creació de noves institucions com ara la facultat de Teologia de Barcelona, amb el temps Facultat de Teologia de Catalunya.
La celebració del Concili del Vaticà II (1963-1965) donà noves ales al moviment de renovació de l'església. Alhora, l'afebliment del règim franquista i la seva fi oferiren noves perspectives a l'arxidiòcesi que es desenvoluparen durant el pontificat de Narcís Jubany i Arnau (1971-1990). Aquest arquebisbe i cardenal promogué la participació dels diversos sectors de la diòcesi mitjançant la convocatòria d'una Assemblea Diocesana, una reforma moderada de l'arxidiòcesi i impulsà la creació de la Universitat Ramon Llull i l'emissora Ràdio Estel.

### Segle XXI
L'arquebisbe i cardenal Ricard Maria Carles i Gordó (1990-2004) fou el promotor de la creació de les actuals 4 zones pastorals al front de les quals aconseguí el nomenament de 4 bisbes auxiliars. A la fi del seu mandat es produí la divisió de l'arxidiòcesi (2004), per mitjà de la constitució apostòlica Barcinonensis del Papa Joan Pau II del 15 de juny de 2004, imitant el que s'havia fet a Madrid en comptes del que es va fer a altres grans diòcesis com la de Milà. Aquesta divisió al principi provocà sorpresa, desconcert i desconfiança al principi, però amb el pas del temps s'han normalitzat les relacions i s'han diferenciat. Van prendre cos amb normalitat les vicaries episcopals territorials i funcionals, així com els organismes canònics de participació i consell o les delegacions diocesanes. Deu anys després Càritas i el Tribunal eclesiàstic ja eren una realitat diferent a cada diòcesi.
Fou succeït per l'arquebisbe i cardenal Lluís Martínez i Sistach. El papa Benet XVI visità la ciutat de Barcelona els dies 6 i 7 de novembre de 2010 per a dedicar el Temple Expiatori de la Sagrada Família i convertir-la en basílica.
El dia de la festivitat de Sant Esteve, en substitució de Lluís Martínez Sistach prengué possessió de l'arquebisbat de Barcelona Joan Josep Omella, natural de Cretes (Matarranya), a la Franja de Ponent, prelat molt pròxim al papa Francesc, qui l'havia nomenat el 6 de novembre.
El dia 26 de juliol del 2020, en temps de la pandèmia del SARS-CoV-2, se celebrà un funeral a la Basílica Sagrada Família de Barcelona en memòria a les víctimes del coronavirus, la qual no estava autoritzada pel Govern de la Generalitat, al mateix temps, però, sí estaven autoritzats els oficis religiosos amb un 30% d'aforament. En l'acte van assistir d'entre 300 a 500 persones, de les quals no va haver-hi presència d'autoritats civils. La celebració va ser presidida per Monsenyor Joan Josep Omella i es va retransmetre pels canals de televisió 8 TV i la 13 TV.
L'acte va produir un conjunt de desavinences entre ambdues institucions: Arquebisbat de Barcelona i Generalitat, fins i tot va repercutir en accions legals, on va ser evident que l'acte no va posar en cap mena de risc la salut de cap participant, tenint en compte la capacitat de la basílica de la Sagrada Família que és per acollir 9.000 fidels, la qual cosa el nombre l'aforament de l'acte no va arribar ni al 8%, del 30% autoritzat pel Procicat.

El 2025, el cardenal Omella, va fer una reestructuració de l'arxidiòcesi, dividint-la en 7 territoris, al capdavant dels quals hi situà un arxiprest, amb l'objectiu que les parròquies es coordinessin i realitzessin una tasca més eficaç i coherent. Així, l'arquebisbat quedà dividit en 
Barcelona Centre (Eixample i la Sagrada Família); Barcelona Nord (Gràcia i Vilapicina); Barcelona Oest (Sant Gervasi, les Corts, Sants i Sarrià); Barcelona Est (Poblenou, el Besòs i Sant Martí); Barcelonès (Santa Coloma de Gramenet); Llobregat (l'Hospitalet i Cornellà); i el Maresme (Mataró, Vilassar i el Masnou).

## Estadístiques
A finals del 2012, la diòcesi tenia 2.119.915 batejats sobre una població de 2.661.538 persones, equivalent al 79,6% del total.
| any  | població  | població  | població | sacerdots | sacerdots       | sacerdots       | sacerdots             | diaques | religiosos | religiosos | parròquies |
| ---- | --------- | --------- | -------- | --------- | --------------- | --------------- | --------------------- | ------- | ---------- | ---------- | ---------- |
| any  | batejats  | total     | %        | total     | clergat secular | clergat regular | batejats per sacerdot | diaques | homes      | dones      |            |
| 1950 | 2.050.000 | 2.065.000 | 99,3     | 1.394     | 714             | 680             | 1.470                 |         | 1.120      | 5.350      | 375        |
| 1959 | 2.250.000 | 2.301.500 | 97,8     | 1.369     | 816             | 823             | 1.372                 |         | 2.231      | 7.642      | 357        |
| 1970 | 3.500.000 | 3.622.257 | 96,6     | 2.093     | 1.005           | 1.088           | 1.672                 |         | 2.147      | 6.872      | 438        |
| 1980 | 4.457.000 | 4.515.017 | 98,7     | 1.901     | 875             | 1.026           | 2.344                 | 1       | 1.830      | 6.908      | 451        |
| 1990 | 3.859.000 | 4.261.214 | 90,6     | 1.761     | 823             | 938             | 2.191                 | 36      | 1.556      | 5.547      | 453        |
| 1999 | 4.303.467 | 4.678.945 | 92,0     | 1.464     | 745             | 719             | 2.939                 | 50      | 1.181      | 4.755      | 455        |
| 2000 | 4.303.467 | 4.678.945 | 92,0     | 1.466     | 742             | 724             | 2.935                 | 50      | 1.188      | 4.609      | 454        |
| 2001 | 4.303.467 | 4.678.945 | 92,0     | 1.455     | 735             | 720             | 2.957                 | 50      | 1.211      | 4.630      | 453        |
| 2002 | 4.303.467 | 4.678.945 | 92,0     | 1.440     | 742             | 698             | 2.988                 | 50      | 1.198      | 4.143      | 453        |
| 2003 | 3.956.616 | 4.301.346 | 92,0     | 1.512     | 735             | 777             | 2.616                 | 55      | 1.222      | 3.508      | 453        |
| 2004 | 3.956.616 | 4.301.346 | 92,0     | 1.410     | 737             | 673             | 2.806                 | 56      | 1.159      | 4.085      | 454        |
| 2006 | 2.302.177 | 2.606.362 | 88,3     | 1.036     | 489             | 547             | 2.222                 | 37      | 869        | 3.012      | 212        |
| 2012 | 2.119.915 | 2.661.538 | 79,6     | 862       | 414             | 448             | 2.459                 | 40      | 695        | 2.584      | 214        |

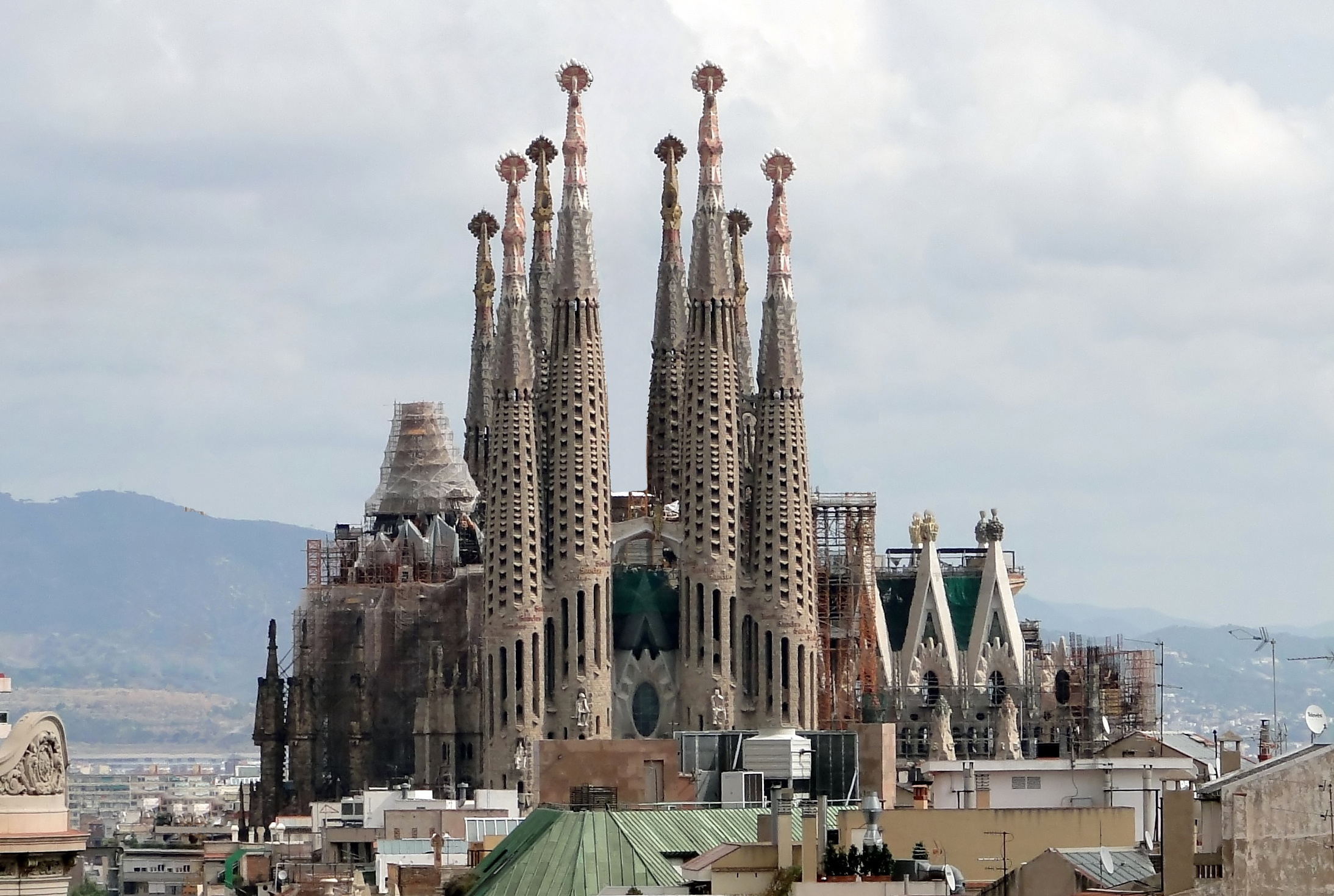
La basílica de la Sagrada Família.
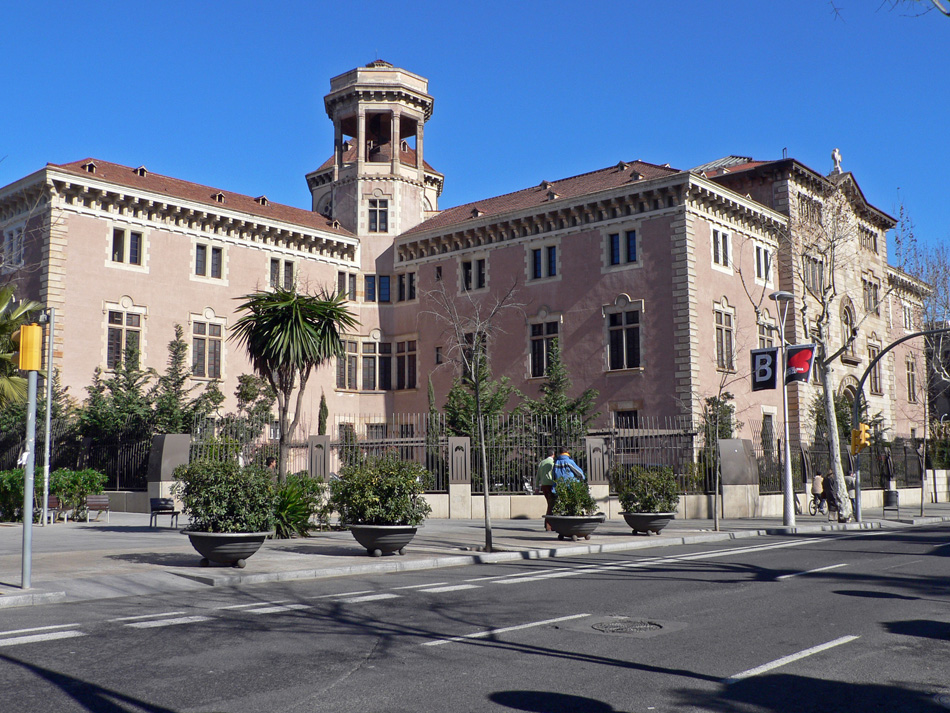
El seminari major de Barcelona; l'edifici allotja la facultat de teologia de Catalunya i la facultat de filosofia de la universitat Ramon Llull.
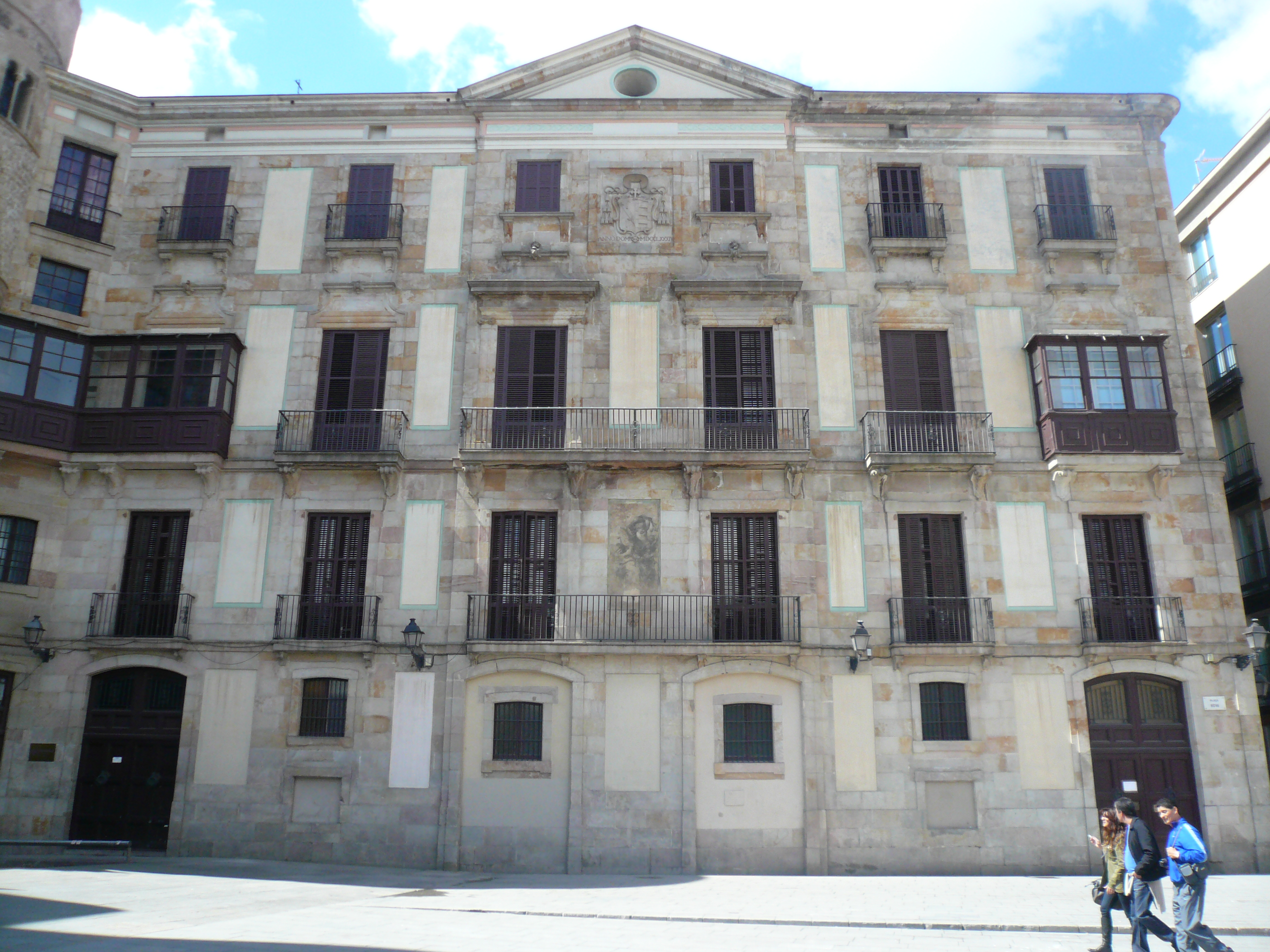
El Palau arxiepiscopal de Barcelona.
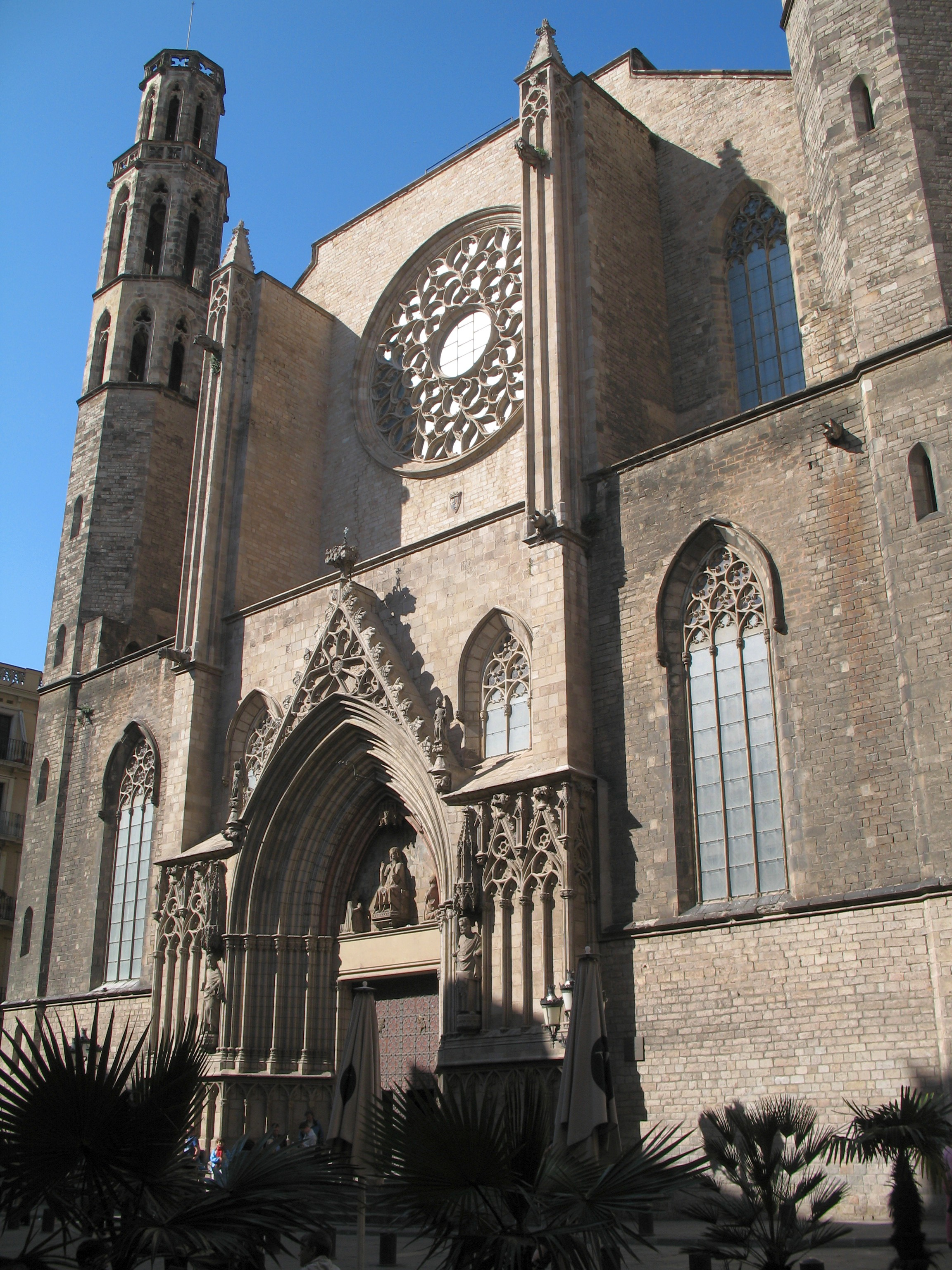
La basílica de Santa Maria del Mar, construïda entre el 1329 i el 1383.
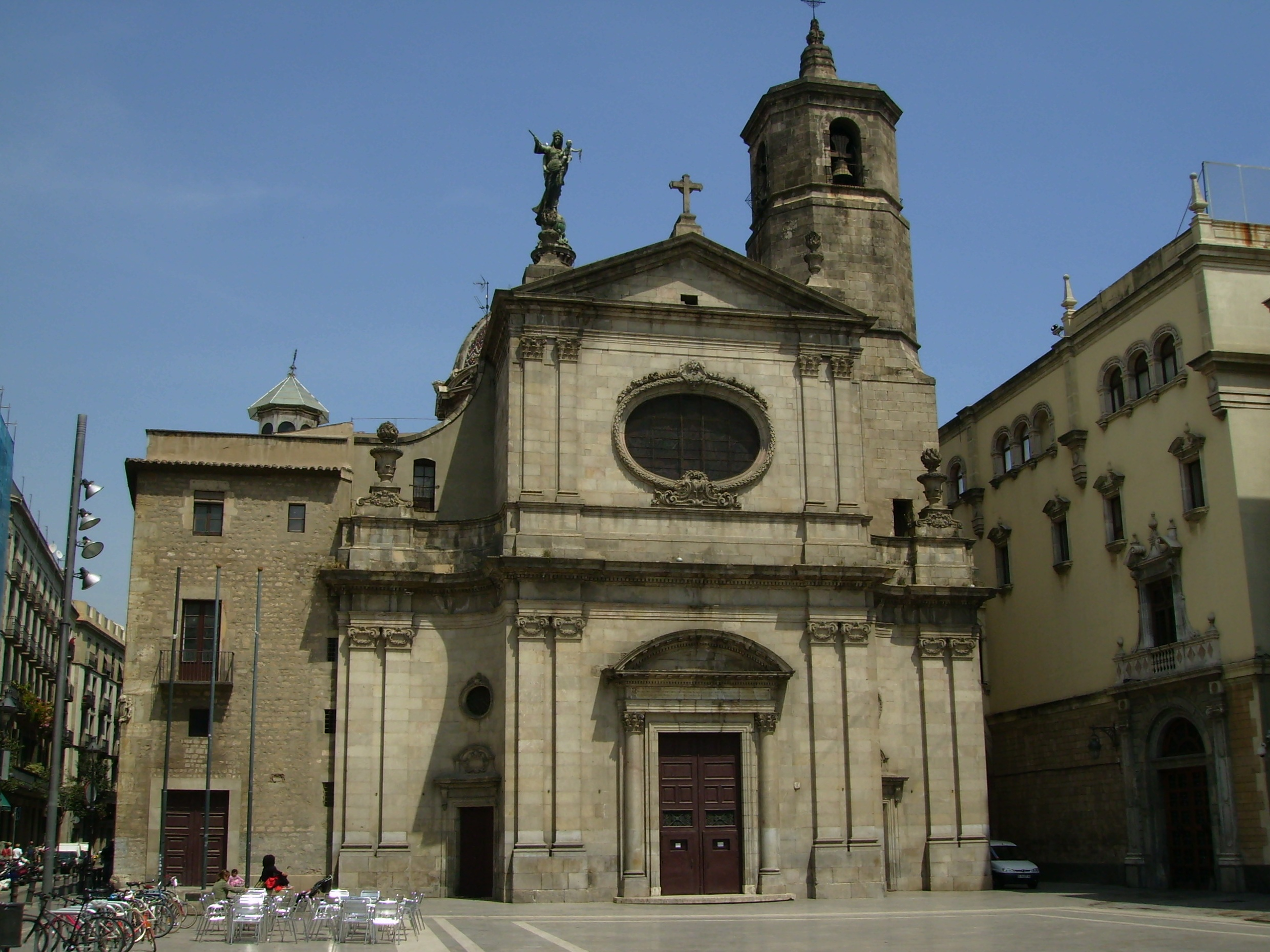
La basílica de Santa Maria de la Mercè, patrona de l'arxidiòcesi.
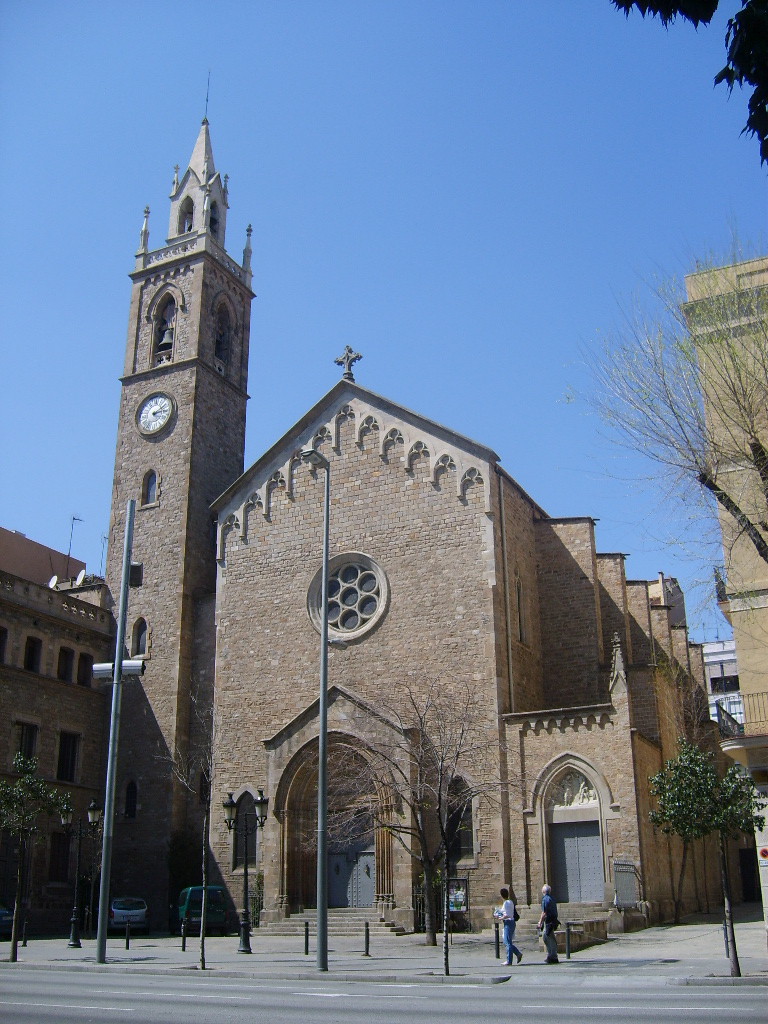
L'església de l'antic monestir benedictí femení de Santa Maria de Junqueras, fundat al 1214.